# Reformierte Kirche Zollikerberg

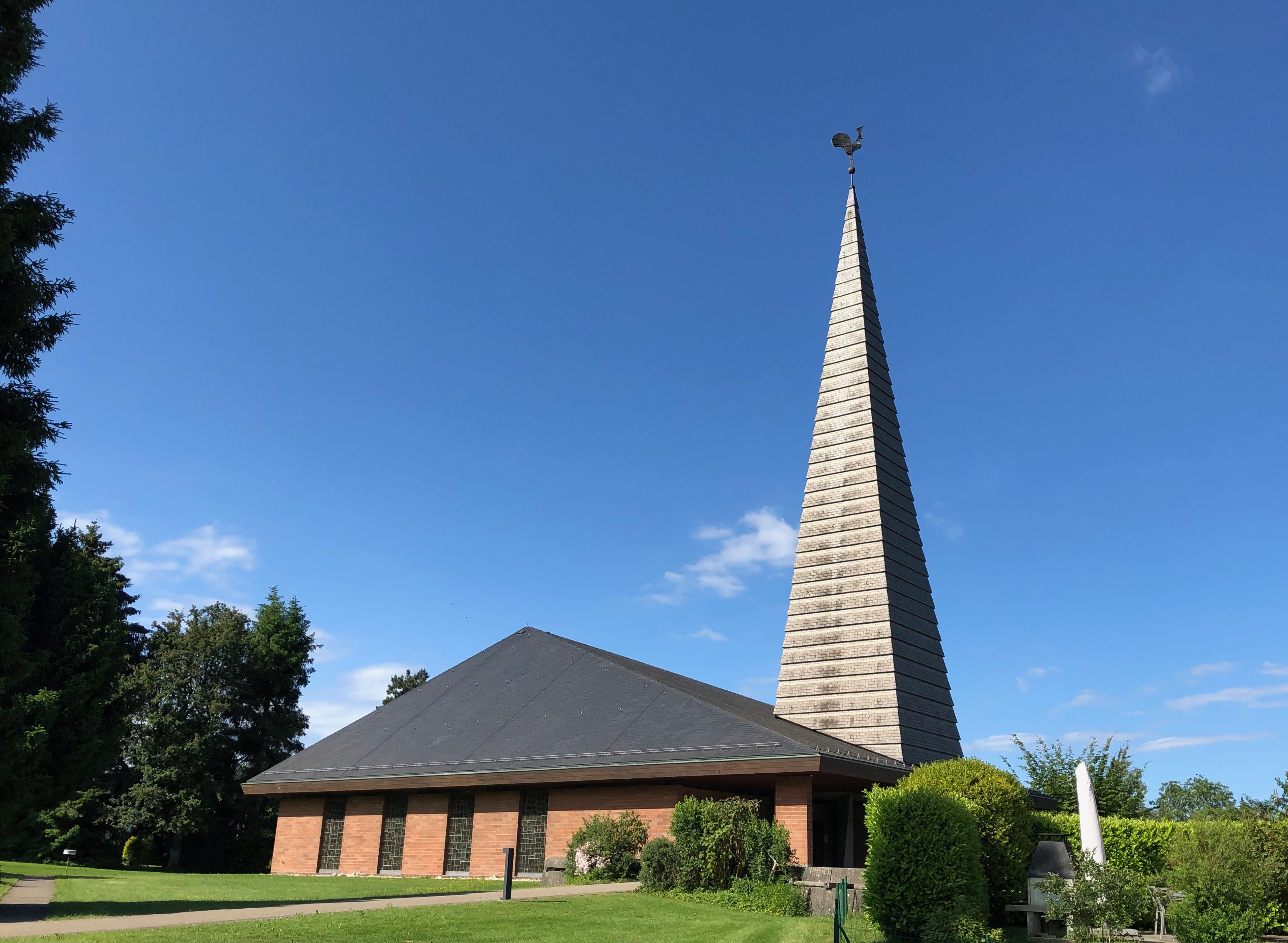
Kirchenzentrum Zollikerberg

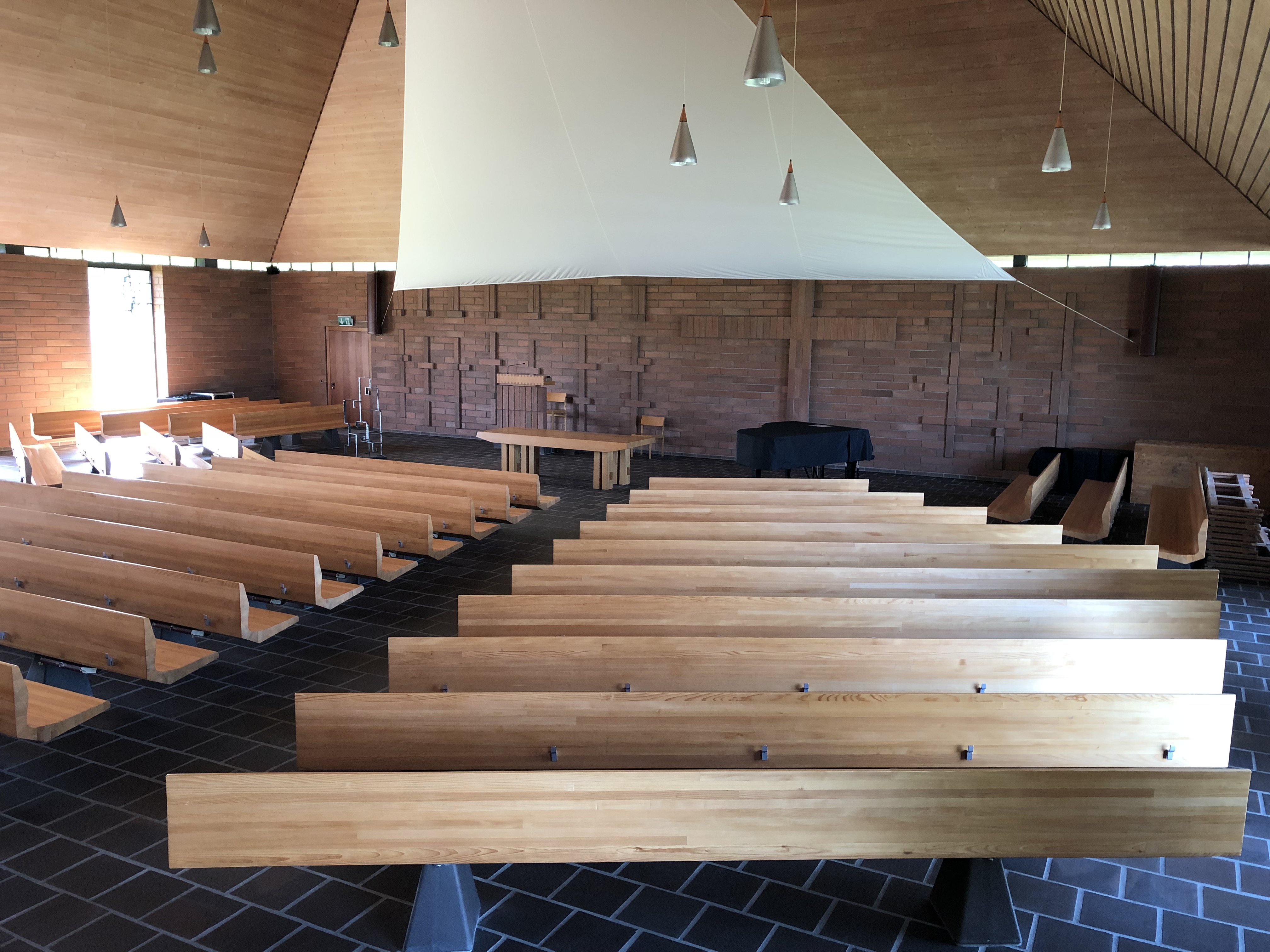
Innenraum der Kirche

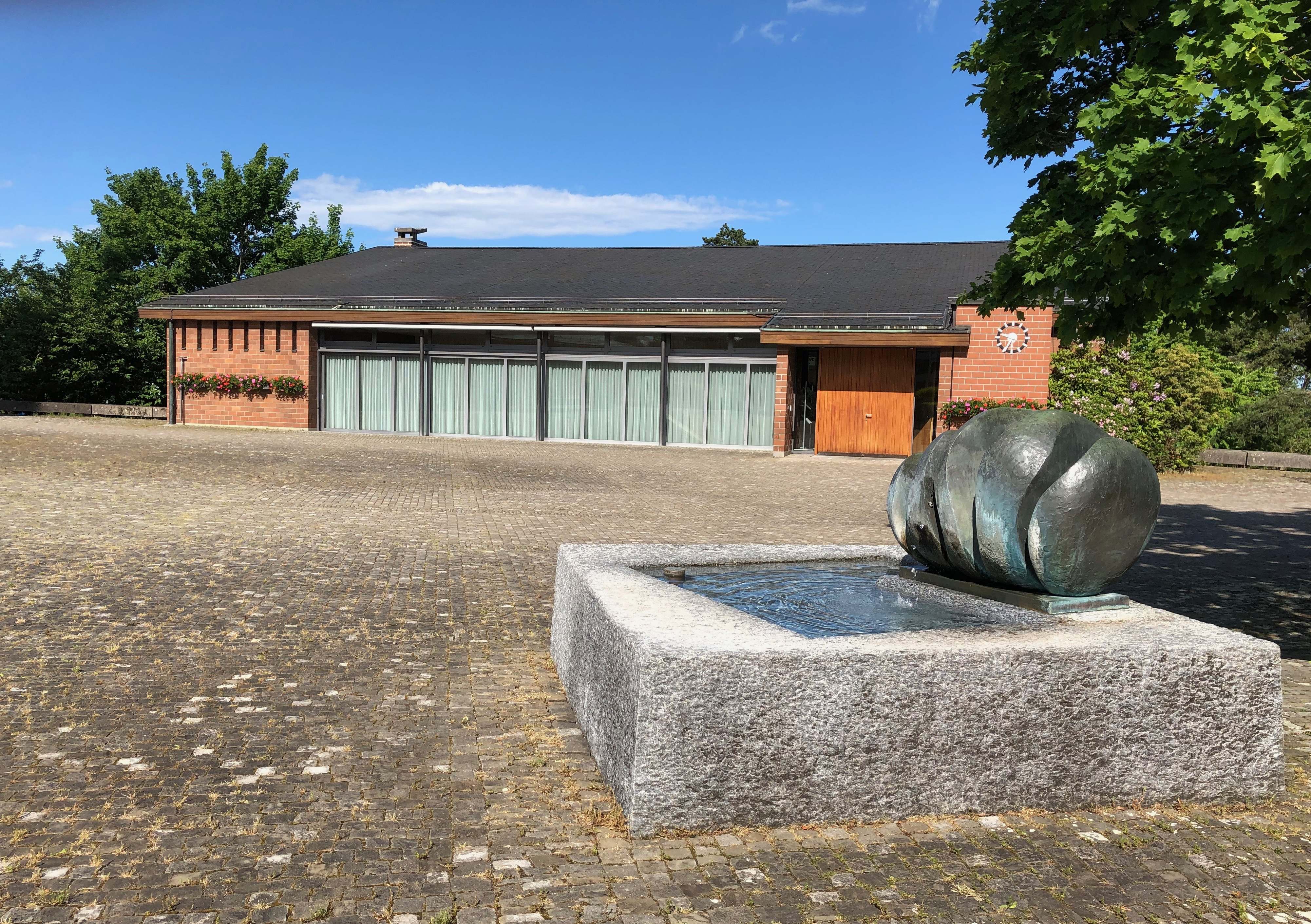
Kirchgemeindehaus

Die Reformierte Kirche Zollikerberg ist eine Filialkirche in der Ortschaft Zollikerberg, Gemeinde Zollikon, Schweiz.

## Geschichte
Bis 1804 waren die Einwohner des Zollikerbergs nach Zumikon kirchgenössig, danach nach Zollikon. Ab 1933 konnten in der Kapelle der reformierten Kranken- und Diakonissenanstalt Neumünster Gottesdienste zelebriert werden. Mit der Einrichtung einer Pfarrstelle kam rasch der Wunsch nach einem eigenen Kirchenzentrum im Berg auf. Aus einem 1954 durchgeführten Wettbewerb fand das Projekt der Architekten Hans und Annemarie Hubacher am meisten Zustimmung. Der Kirchenbau wurde in den Jahren 1959/1960 realisiert.

## Beschreibung
Das Kirchenzentrum ist um einen zentralen Platz gruppiert, von dem aus Kirchgemeindehaus, Gottesdienstraum und Sigristenhaus zu betreten sind.
Das Kirchenschiff verfügt über ein dominantes, zeltförmiges Dach, das sich über die Mauern des Schiffs hinaus erstreckt. Der eingegliederte Glockenturm hat die Form einer steilen Pyramide. Die Holzkonstruktion des Turms ruht auf einem Betonsockel.
Der Innenraum wird geprägt von der zeltförmigen Dachanlage und der Lichtführung durch Dachfenster und rechteckige Fenster in den Fassaden. Die Bänke sind polygonal um die zentrale Liturgiezone mit Kanzel und Abendmahlstisch herum gruppiert. Bei ihrer Gestaltung wurde besonders Wert darauf gelegt, eine isolierte Position des Pfarrers zu vermeiden. In diesem Ansinnen klingt das in der protestantischen Sakralarchitektur seit langem wirksame Prinzip der Allgemeinen Priesterschaft an. 
Die 1961 eingeweihte Orgel der Firma Kuhn befindet sich auf einer Empore. Der Orgelprospekt steht im gestalterischen Wechselspiel mit den spitzwinkligen Formen des Kirchendachs. Die bronzene Eingangstür von Robert Lienhart wurde 1962, die von Paul Stöckli gestalteten Glasfenster wurden 1965 hinzugefügt.